# John Morgan (abogado)
John Bryan Morgan (nacido el 31 de marzo de 1956) es un abogado estadounidense. Es más conocido como fundador de la firma de abogados especialista en de lesiones personales Morgan & Morgan.

## Biografía
Morgan nació el 31 de marzo de 1956 en Lexington, Kentucky, el mayor de cinco hijos, de Ramon Morgan y Patricia Morgan. Cuando Morgan tenía catorce años, su familia se mudó a Winter Park, Florida. Morgan tuvo varios empleos desde una edad temprana, mientras su familia luchaba económicamente. En 1974, ingresó a la Universidad de Florida, donde obtuvo una licenciatura en artes en 1978.Se tomó una pausa de 18 meses vendiendo anuncios para pagar sus estudios en la Facultad de Derecho Levin de la Universidad de Florida. Recibió su Juris Doctor en 1982. Mientras estaba en la universidad, fue el presidente electo de la sociedad Florida Blue Key. Morgan conoció a su esposa, Ultima Degnan, mientras estudiaba derecho. Se casaron en mayo de 1982. Morgan y Ultima Ann Degnan tienen cuatro hijos.

## Carrera

### Primeros años de su carrera jurídica
Después de graduarse de la facultad de derecho en 1982, Morgan comenzó su carrera jurídica en la firma de abogados Billings, Morgan (sin relación con John Morgan) y Cunningham en Orlando.Se fue en 1985 para cofundar la firma de abogados Griffin, Morgan & Linder, sociedad que duró tres años más. Según Florida Trend, los socios tenían diferentes puntos de vista sobre el marketing; en particular, Morgan insistió en la publicidad en televisión, lo que en aquel momento era una práctica controvertida para los abogados.

### Morgan & Morgan
De 1988 a 2005, Morgan fue socio fundador de Morgan, Colling & Gilbert. En 1989, la firma de abogados comenzó a hacer publicidad agresiva en televisión y radio para descontento de la comunidad jurídica. La empresa también trabajó para atraer a los mejores abogados jóvenes de otras firmas de abogados. A principios de la década de 2000, la firma se expandió por toda Florida con 420 empleados, y en 2013 la compañía tenía 260 abogados entre 1800 empleados en Florida, Georgia, Misisipi, Kentucky y Manhattan.
En 2005, Morgan compró la participación de sus socios en la empresa y cambió el nombre de la firma a Morgan & Morgan, añadiendo a su esposa Ultima como socia. Y más adelante tres de sus hijos, Matt, Mike y Dan, también se unieron a la firma de abogados.
La firma se anuncia a sí misma como "la firma de abogados de lesiones más grande de Estados Unidos". Morgan & Morgan tiene su sede en Orlando. En 2022, la firma de abogados tenía más de 3000 empleados, incluidos 800 abogados, en 49 estados. En 2018, la empresa recibió más de dos millones de llamadas telefónicas y registró 500 nuevos casos cada día. Ese año, la empresa recaudó 1500 millones de dólares en acuerdos y gastó 130 millones de dólares en publicidad en todo el país. Morgan fue uno de los primeros abogados en anunciarse en guías telefónicas y anuncios de televisión.
En 2021, la firma de abogados de Morgan despidió a la mitad de su departamento de marketing. La purga de personal se produjo a raíz de una controvertida campaña publicitaria nacional de Morgan & Morgan, "El tamaño importa", que pretendía transmitir la gran escala de la empresa, pero fue criticada como una broma sexual inapropiada. Los empleados despedidos habían criticado las implicaciones fálicas de la campaña publicitaria. La firma dijo que nadie fue despedido debido a la controversia en torno a la campaña.
Morgan & Morgan ha estado involucrado en varios casos legales notables, incluido el incidente de la montaña rusa de Daytona Beach, el caso de acoso sexual de Tampa Walgreens, un caso de 22 millones de dólares contra Healogics Inc., y una demanda colectiva contra el agente de datos Exactis por una filtración de datos, entre otros. La firma de abogados también ha tenido éxito en un importante juicio contra R. J. Reynolds Tobacco Company en 2018.
En agosto de 2022, Morgan protagonizó el comercial de su firma utilizando el metaverso.

## Política
Morgan es un donante destacado del Partido Demócrata. Se desempeñó como presidente de finanzas estatales del expresidente Bill Clinton.
Declaró en noviembre de 2016 que estaba considerando postularse para gobernador de Florida en las elecciones de 2018. El 24 de noviembre de 2017, anunció en Twitter que estaba desilusionado con el estado actual de la política estadounidense y que abandonaba el Partido Demócrata para registrarse como independiente. También criticó al Comité Nacional Demócrata por apoyar a Hillary Clinton antes de que terminaran las primarias demócratas en 2016.
Morgan ha sido asesor y recaudador de fondos para Bill Clinton, Barack Obama, Hillary Clinton y Nancy Pelosi.
Morgan donó a la campaña presidencial de Hillary Clinton en 2016. Morgan donó 355.000 dólares al Biden Victory Fund en agosto de 2020. Morgan conoce personalmente al hermano menor de Joe Biden, Frank Biden. Morgan llevó a Frank Biden a la toma de posesión de Joe Biden en su avión privado. Morgan dijo que habló con Frank Biden sobre oportunidades laborales en Morgan & Morgan.

### Legalización de la marihuana medicinal
Motivado por la parálisis y batalla contra el cáncer de su hermano menor Tim Morgan, Morgan ha estado involucrado en los esfuerzos para legalizar la marihuana medicinal en Florida desde 2013.
La marihuana medicinal apareció como la Enmienda 2 de Florida de 2016 en la boleta electoral de noviembre de 2016. Morgan contribuyó a los esfuerzos por el "sí" donando 6,5 millones de dólares junto con anuncios de radio y televisión que apoyaban personalmente la medida.
Morgan organizó la campaña United for Care y participó en el cambio de la redacción de la Enmienda 2. El uso médico del cannabis en Florida se legalizó en 2016 mediante una enmienda constitucional. La iniciativa, que apareció en la papeleta como Enmienda 2, fue aprobada con el 71% de los votos. Morgan y Jimmy Buffett son socios de una empresa de marihuana medicinal llamada "Coral Reefer".

### Enmienda 2 de Florida de 2020
Morgan & Morgan contribuyó con 1,5 millones dólares para una propuesta de enmienda constitucional de Florida para aumentar el salario mínimo por hora a $15. En particular, se comprometió a gastar un millón de dólares para aumentar el salario mínimo de Florida a $15. Morgan & Morgan fue un importante donante del comité político Florida por un salario justo, donando la mayor parte de los 4,15 millones de dólares recaudados por la campaña. En octubre de 2019, Morgan anunció que había adquirido suficientes firmas para incluir la enmienda del salario mínimo en la boleta electoral en noviembre de 2020. La enmienda fue aprobada el 3 de noviembre de 2020, mediante un referéndum estatal simultáneamente a otras elecciones. La enmienda establece aumentar el salario mínimo por hora del estado a $15 para 2026.
Orlando Weekly informó que algunos empleados de Morgan & Morgan ganaban menos de 15 dólares por hora. Cuando fue interrogado por Orlando Weekly, Morgan dijo: "Entiendo el punto de vista de esta historia, y es una tontería", diciendo que muchos de los empleados de su centro de llamadas comienzan con un salario anual de 25.000 dólares (un salario por hora de $15 por hora equivale aproximadamente a 31.200 dólares al año). Morgan dijo que la tasa de rotación de empleados en su centro de llamadas es muy alta en los primeros seis meses, pero aquellos que resisten ganan un promedio de 35.000 dólares al año.

## Filantropía y otros emprendimientos
Es un inversionista inmobiliario que ha comprado terrenos, hoteles, restaurantes y centros comerciales. El patrimonio neto estimado de Morgan oscila entre 500 millones de dólares y 730 millones de dólares. Morgan y su esposa Ultima Ann Degnan estuvieron entre los principales donantes y recaudadores de fondos detrás de la apertura de Boys Town Orlando y Annunciation Catholic Academy en Altamonte Springs. En 2013, Morgan y su esposa donaron 2 millones de dólares al Second Harvest Food Bank de Florida Central. En 2015, los Morgan prometieron un millón de dólares de 7.4 millones de dólares para el refugio de abuso doméstico Harbor House. Entre otras donaciones se encuentran un millón de dólares a la facultad de derecho de la UF; y un millón de dólares a la Red de Recursos Comunitarios, una organización sin fines de lucro de ayuda para personas sin hogar; 2 millones de dólares para ayudar a construir el almacén central del Second Harvest Food Bank; y un millón de dólares para un nuevo refugio Harbor House para víctimas de violencia doméstica.
Morgan es el fundador de WonderWorks Atracción, PMP Marketing Group, ClassAction.com y Abogados.com. También es socio de la empresa de software legal Litify.

## Publicaciones
- No se puede enseñar a los que tienen hambre: Creando la firma de abogados multimillonaria, E.O. Painter Printing Company (2011)[2][34]